# Lago di Licola
Il lago di Licola è stato un lago artificiale costiero situato nel comune di Pozzuoli, nei pressi della località di Licola.

## Storia e descrizione
Durante l'epoca neroniana, lo stesso imperatore decise di costruire un canale navigabile, chiamato Fossa Neronis, il quale avrebbe dovuto congiungere il porto di Pozzuoli con Roma, per una lunghezza di centosessanta miglia: l'opera fu progettata dagli architetti Severo e Celere e i lavori di costruzione iniziarono in una zona poco più a nord di Cuma, già prevalentemente paludosa, dove sostavano numerose le folaghe, in dialetto chiamate follicole, che daranno poi il nome alla zona, ossia Licola. Con la morte di Nerone l'opera di costruzione venne interrotta e il progetto definitivamente abbandonato: il fossato creato, grazie alle acque provenienti dalle vicine colline, diede origine a un acquitrino, che venne trasformato in un lago a seguito di lavori di sistemazione durante il corso del Medioevo.
Sul lago di Licola si impiantò quindi la tipica flora e fauna della palude, alimentata anche dalla vicinanza con il mare, e ciò ne decretò il suo successo durante il XVIII secolo e l'inizio del XIX secolo, quando i reali borbonici, soprattutto Carlo III di Spagna, lo fecero diventare un luogo destinato alle loro battute di caccia e di pesca, con la costruzione di casine, cappelle e colombaie, ma anche per la macerazione di lino e canapa. Nel vasto piano di bonifica che interessò la zona alla fine del XIX secolo, il lago venne completamente prosciugato, abbattendo anche resti di necropoli e strade con marciapiedi di epoca romana.
Il lago di Licola aveva una forma allungata, ancora visibile per la ricca vegetazione cresciuta dove prima erano le sue acque: inoltre la zona circostante lo specchio d'acqua continuava ad essere paludosa, come dimostrato in un dipinto del 1746 di Claude Joseph Vernet, Carlo di Borbone a caccia di folaghe sul lago di Licola, ritraente appunto il re Carlo durante una battuta di caccia sulle sponde del lago.